# 大学校
大学校（だいがっこう）は、教育訓練施設などが用いる名称。法令に「大学校」の名称の使用を制限する条文はなく、「大学校」が行なう教育訓練内容を規定する法令もないため、さまざまな組織がさまざまな目的や内容を持つ「○○大学校」という施設等を自由に設置している。ちなみに、大学校と後述の短期大学校を区別する基準はなく、大学校の中にも修業年限が2年のものがある。
短期大学（たんきだいがく）も大学校の一種であり、「短期大学校」を規定する法令はない。ただし、現存する（2022年現在）短期大学校の修業年限はすべて2年である。なお、短期大学校と類似の組織に「高等○○校」（高等技能校など）、「高等○○学院」（高等看護学院など）がある。

## 大学校が行う内容
大学校を名乗る施設等には、
- 大学（学部または大学院）に相当する教育を行うと認められ、その課程を修了すると学位の取得が可能な施設
- 上記以外で高等教育に類する教育訓練を行う施設（学位の取得はできない）
- 省庁の文教研修施設や、研修を行うために独立行政法人が設置する施設
- 地方公共団体等が市民に対して生涯学習を提供するための市民大学講座
- 企業の社員研修所

などがあり、大学校と名乗っていても、その法規上の位置付けや教育訓練内容等に大きな違いがある。

## 名称について
大学ではない施設は、学校教育法第135条第1項の規定により「大学」の名称を用いることが禁止され、違反した場合設置者は処罰対象となる。しかし大学校を規定する法律はないので、いかなる施設等でも「大学校」を名乗ることができる。文部科学省が所管する施設の中では、学校教育法第124条に規定される専修学校が「大学校」を名乗る例（例: 自動車大学校）や、学校教育法第134条に規定される各種学校が「大学校」を名乗る例（例: 朝鮮大学校）がある。
文部科学省が所管しない施設の中では、学校教育法以外の法律に規定がある大学校があり、例えば職業能力開発促進法に規定される公共職業能力開発施設である職業能力開発短期大学校、職業能力開発大学校および職業能力開発総合大学校は厚生労働省が所管し、これらの名称の使用制限が規定されている（職業能力開発促進法第17条および第27条）。
高校卒業見込者や高校既卒者を募集対象とする大学校に対しては、大学受験に際して国公立大学や私立大学と区別して準大学の名称が用いられる場合があるが、この呼び方は便宜上のものであり、法令上には存在しない。

## 学位を取得できる大学校
大学校の課程が大学の学士課程、大学院の修士課程あるいは博士課程と同等の教育水準であると独立行政法人大学改革支援・学位授与機構（以下「機構」）によって認定されると、大学校の卒業者、修了者には審査・試験を経て学位が授与される。平成19年現在、認定されている大学校は以下のとおりである。なお、学校教育法第1条に規定される学校以外の教育施設で学校教育に類する教育を行うもののうち、他の法律に特別の規定があるものを省庁大学校という。以下の大学校は全てが省庁大学校であり、省庁等の目的に沿った教育を行う特徴を有するが、同時に大学と同等の教育内容、教官構成を持っている。

### 学位を取得できる大学校の一覧
（ただし機構が認定した1992年度以降の卒業生に限る）
| 設置                                                   | 大学校名                                      | 学士                                                           | 修士                                           | 博士                                            |
| ------------------------------------------------------ | --------------------------------------------- | -------------------------------------------------------------- | ---------------------------------------------- | ----------------------------------------------- |
| 防衛省                                                 | 防衛大学校                                    | 学士（理学）、学士（工学）、学士（人文科学）、学士（社会科学） | 修士（理学）、修士（工学）、修士（安全保障学） | 博士（理学）、博士（工学）、 博士（安全保障学） |
| 防衛省                                                 | 防衛医科大学校                                | 学士（医学）、学士（看護学）                                   | 修士課程はない                                 | 博士（医学）                                    |
| 海上保安庁                                             | 海上保安大学校                                | 学士（海上保安）                                               | 大学院に相当する課程はない                     | 大学院に相当する課程はない                      |
| 気象庁                                                 | 気象大学校                                    | 学士（理学）                                                   | 大学院に相当する課程はない                     | 大学院に相当する課程はない                      |
| 厚生労働省 国立研究開発法人 国立国際医療研究センター   | 国立看護大学校                                | 学士（看護学）                                                 | 修士（看護学）                                 | 博士（看護学）                                  |
| 水産庁 国立研究開発法人 水産研究・教育機構             | 水産大学校                                    | 学士（水産学）                                                 | 修士（水産学）                                 | 後期課程はない                                  |
| 厚生労働省 独立行政法人 高齢・障害・求職者雇用支援機構 | 職業能力開発総合大学校 （長期課程、総合課程） | 学士（工学）、学士（生産技術）                                 | 修士（生産工学）                               | 後期課程はない                                  |

上記以外の大学校では学位は授与されない。ただし、卒業者が公務員に採用された場合、「人事院規則9-8（初任給、昇格、昇級等の基準）の運用について」における学歴、免許等資格区分によって、2年制短大あるいは4年制大学と同等に扱われる大学校は以下のとおり。
- 「短大2卒」
道府県農業大学校（養成課程）、職業能力開発大学校・職業能力開発短期大学校・職業能力開発総合大学校の各専門課程[注 1]、航空保安大学校（本科）、国立海上技術短期大学校（3校）。
- 「大学4卒」
職業能力開発大学校・職業能力開発総合大学校の各応用課程

## 国および独立行政法人が設置する大学校

### 機能
国および独立行政法人が設置している大学校には、大きく次の2種類に分けることができる。
1. 当該省庁または独立行政法人に設置され、大学と同等の教育を行なう大学校。当該省庁の幹部職員（となるべき者）の養成あるいは当該独立行政法人（及び所管する省庁等）の大学校設置目的に合致する者を養成するため、後期中等教育修了者等を入校させ文部科学省の大学設置基準に準じた教育を行なうことを主眼とする。前述の学士を取得できる大学校の7校が該当する。
2. 当該省庁の幹部職員（となるべき者）の養成や幹部職員のさらなる研修、あるいは当該独立行政法人が定める職員のさらなる研修のため、研修対象者の業務に直接関連した教育を行なう大学校。教育内容は高度なものを含むが、大学教育に準じた教育として実施されるわけではなく、この点で前者とは異なる。以下の研修施設としての大学校の13校が該当する。これらの中で、海上保安大学校、気象大学校、国立看護大学校、職業能力開発総合大学校の4校は、大学と同等の教育だけでなく、このタイプの研修機能も有している。なお、同様の教育を行う施設であっても「大学校」の名称を使用しない場合もあり、外務研修所、防衛研究所、統合幕僚学校、各自衛隊幹部学校等、各自衛隊幹部候補生学校、海上保安学校、消防学校、警察学校などがその例である。

国が設置している大学校の中には、入学すると当該省庁の職員（国家公務員）となり、学費が無料であるだけでなく、給料が支給されるところがある。高校新卒者対象の大学校の中で学生身分が国家公務員となっている5校が該当する。しかし年齢制限を設けている場合も多いため、過年度生（浪人）など年齢の高い人は入学することができない場合がある。近年では学費を無料とする条件を卒業後に一定年数を当該省庁で勤務することし、指定された勤続年数より前に退職する場合は規定の金額を返還させるという、無利子の奨学金のような形態に変更する例もある。防衛医科大学校では9年以内に退官する場合は卒業までの経費から勤務年数により減じた額を返還する制度があり、防衛大学校でも国立大学の授業料と入学金に相当する額を返還させる制度が立案されている。

### 入学対象者別の分類

#### 主に高校新卒者を対象
| 設置                                         | 大学校名                           | 修業年限 | 学位 / 称号 | 身分       | 卒業後                                                                  |
| -------------------------------------------- | ---------------------------------- | -------- | ----------- | ---------- | ----------------------------------------------------------------------- |
| 防衛省                                       | 防衛大学校（本科）                 | 4年      | 学士        | 国家公務員 | 陸・海・空曹長(卒業後約1年で3尉)                                        |
| 防衛省                                       | 防衛医科大学校（医学科）           | 6年      | 学士        | 国家公務員 | 陸・海・空曹長（医師国家試験に合格すると2尉）                           |
| 防衛省                                       | 防衛医科大学校（看護学科）         | 4年      | 学士        | 国家公務員 | 自衛官コースは陸・海・空曹長(卒業後約1年で3尉)、 技官コースは医療職技官 |
| 海上保安庁                                   | 海上保安大学校（本科）             | 4年      | 学士        | 国家公務員 | 専攻科進学                                                              |
| 気象庁                                       | 気象大学校（大学部）               | 4年      | 学士        | 国家公務員 | 気象庁職員                                                              |
| 国土交通省                                   | 航空保安大学校（本科）             | 2年      | ×           | 国家公務員 | 国土交通省航空保安職員                                                  |
| 国立研究開発法人国立国際医療研究センター     | 国立看護大学校（看護学部）         | 4年      | 学士        | 学生       | 国立高度専門医療センター                                                |
| 国立研究開発法人水産研究・教育機構           | 水産大学校（本科）                 | 4年      | 学士        | 学生       | 水産・造船関連企業、一般企業、大学院進学等                              |
| 独立行政法人 高齢・障害・求職者 雇用支援機構 | 職業能力開発総合大学校（長期課程） | 4年      | 学士        | 学生       | 職業訓練指導員（公務員、独立行政法人職員）、一般企業、研究課程進学等    |
| 独立行政法人 高齢・障害・求職者 雇用支援機構 | 職業能力開発総合大学校（総合課程） | 4年      | 学士        | 学生       | 一般企業、大学院進学等                                                  |
| 独立行政法人 高齢・障害・求職者 雇用支援機構 | 職業能力開発大学校（専門課程）     | 2年      | ×           | 学生       | 一般企業、応用課程進学等                                                |
| 独立行政法人 高齢・障害・求職者 雇用支援機構 | 職業能力開発総合大学校（専門課程） | 2年      | ×           | 学生       | 一般企業、応用課程進学等                                                |
| 独立行政法人 高齢・障害・求職者 雇用支援機構 | 職業能力開発短期大学校（専門課程） | 2年      | ×           | 学生       | 一般企業、応用課程進学等                                                |
| 独立行政法人海技教育機構                     | 国立清水海上技術短期大学校         | 2年      | ×           | 学生       | 航海士、機関士、海技大学校進学等                                        |
| 独立行政法人海技教育機構                     | 国立宮古海上技術短期大学校         | 2年      | ×           | 学生       | 内航船舶職員、海技大学校進学等                                          |
| 独立行政法人海技教育機構                     | 国立波方海上技術短期大学校         | 2年      | ×           | 学生       | 内航船舶職員、海技大学校進学等                                          |

#### 短大卒相当を対象
| 設置                                        | 大学校名                           | 修業年限 | 学位 / 称号 | 身分 | 入学条件                                                                   | 卒業後                       |
| ------------------------------------------- | ---------------------------------- | -------- | ----------- | ---- | -------------------------------------------------------------------------- | ---------------------------- |
| 独立行政法人海技教育機構                    | 海技大学校                         | 2年      | ×           | 学生 | 船員 、海技短大校卒業者                                                    | 船員                         |
| 独立行政法人航空大学校                      | 航空大学校                         | 2年      | ×           | 学生 | 短大、高専、専修学校（専門課程）の卒業者。大学で規定以上の単位を取得した者 | 航空会社・官公庁のパイロット |
| 独立行政法人 高齢・障害・求職者雇用支援機構 | 職業能力開発大学校（応用課程）     | 2年      | ×           | 学生 | 専門課程卒業者、短大卒業者等                                               | 一般企業、研究課程進学等     |
| 独立行政法人 高齢・障害・求職者雇用支援機構 | 職業能力開発総合大学校（応用課程） | 2年      | ×           | 学生 | 専門課程卒業者、短大卒業者等                                               | 一般企業、研究課程進学等     |

#### 大卒相当を対象
| 設置                                            | 大学校名                           | 修業年限 | 学位           | 身分       | 入学条件                                   | 卒業後                     |
| ----------------------------------------------- | ---------------------------------- | -------- | -------------- | ---------- | ------------------------------------------ | -------------------------- |
| 防衛省                                          | 防衛大学校（研究科前期課程）       | 2年      | 修士           | 国家公務員 | 推薦を受けた自衛隊員                       | 自衛隊員                   |
| 海上保安庁                                      | 海上保安大学校（専攻科）           | 6ヶ月    | ×              | 国家公務員 | 本科卒業者                                 | 初級幹部                   |
| 海上保安大学校（初任科）                        | 2年                                | ×        | 一般大学卒業者 | 国家公務員 |                                            | 初級幹部                   |
| 国立研究開発法人 国立国際医療研究センター       | 国立看護大学校（研究課程部）       | 2年      | 修士           | 学生       | 看護学部卒業者、一般大学看護学専攻卒業者等 | 看護師等                   |
| 国立研究開発法人 水産研究・教育機構             | 水産大学校（専攻科）               | 1年      | ×              | 学生       | 本科卒業者                                 | 公務員、水産関連企業等     |
| 国立研究開発法人 水産研究・教育機構             | 水産大学校（研究科）               | 2年      | 修士           | 学生       | 本科卒業者、一般大学卒業者                 | 公務員、水産関連企業等     |
| 独立行政法人 高齢・障害・求職者雇用支援機構     | 職業能力開発総合大学校（研究課程） | 2年      | 修士           | 学生       | 長期課程卒業者、一般大学卒業者             | 職業訓練指導員、一般企業等 |
| 国立研究開発法人 農業・食品産業技術総合研究機構 | 農業者大学校                       | 2年      | ×              | 学生       | 大卒程度                                   | 農業経営、農業法人等       |

#### 大学院修士課程修了相当を対象
| 設置                                       | 大学校名                               | 修業年限 | 学位 | 身分       | 入学条件             | 卒業後                             |
| ------------------------------------------ | -------------------------------------- | -------- | ---- | ---------- | -------------------- | ---------------------------------- |
| 防衛省                                     | 防衛大学校（研究科後期課程）           | 3年      | 博士 | 国家公務員 | 推薦を受けた自衛隊員 | 自衛隊員                           |
| 防衛省                                     | 防衛医科大学校（医学研究科）           | 4年      | 博士 | 国家公務員 | 推薦を受けた自衛隊員 | 自衛隊員                           |
| 独立行政法人高齢・障害・求職者雇用支援機構 | 職業能力開発総合大学校（応用研究課程） | 1年      | ×    | 学生       | 研究課程卒業者       | 職業能力開発大学校応用課程担当教員 |

#### 公務員等の研修施設としての大学校
| 設置                                       | 大学校名                                 | 研修対象者                                   |
| ------------------------------------------ | ---------------------------------------- | -------------------------------------------- |
| 国家公安委員会警察庁                       | 警察大学校                               | 所属長任用予定者、警部昇任者等の幹部警察官等 |
| 総務省                                     | 自治大学校                               | 地方公共団体の職員                           |
| 総務省消防庁                               | 消防大学校                               | 国、地方公共団体の消防事務、消防職員         |
| 国税庁                                     | 税務大学校                               | 国家公務員、国税専門官等の税務職員           |
| 国土交通省                                 | 国土交通大学校                           | 国、地方公共団体等の国土交通行政担当職員     |
| 気象庁                                     | 気象大学校（研修部）                     | 気象庁職員                                   |
| 海上保安庁                                 | 海上保安大学校（研修科）                 | 海上保安庁職員                               |
| 海上保安庁                                 | 海上保安大学校（特修科）                 | 海上保安庁職員                               |
| 国土交通省                                 | 航空保安大学校（航空管制官基礎研修課程） | 航空管制官採用試験合格者                     |
| 国土交通省                                 | 航空保安大学校（特別研修）               | 国土交通省航空局職員                         |
| 国立研究開発法人国立国際医療研究センター   | 国立看護大学校（研修部）                 | 国立病院等の看護師                           |
| 独立行政法人労働政策研究・研修機構         | 労働大学校                               | 労働行政運営の行政職員等                     |
| 独立行政法人中小企業基盤整備機構           | 中小企業大学校                           | 中小企業経営者、支援機関担当者等             |
| 独立行政法人高齢・障害・求職者雇用支援機構 | 職業能力開発総合大学校（専門課程）       | 公共職業能力開発施設の職業訓練指導員         |
| 独立行政法人高齢・障害・求職者雇用支援機構 | 職業能力開発総合大学校（研修課程）       | 公共職業能力開発施設の職業訓練指導員         |

## 都道府県が設置する大学校

### 入学対象者別の分類

#### 主に高校新卒者を対象
| 大学校名                                               | 修業年限  | 称号                               | 学生身分 | 卒業後                             |
| ------------------------------------------------------ | --------- | ---------------------------------- | -------- | ---------------------------------- |
| 都道府県立職業能力開発短期大学校（専門課程）           | 2年       | ×                                  | 学生     | 一般企業等                         |
| 道府県農業大学校（専修学校専門課程に移行した養成部門） | 2年       | 専門士                             | 学生     | 農業経営、農業法人等               |
| 道府県農業大学校（養成部門）                           | 2年       | ×                                  | 学生     | 農業経営、農業法人等               |
| 栃木県立衛生福祉大学校（専修学校専門課程）             | 1、2、3年 | 専門士（保健学科を除く）           | 学生     | 病院、保育所、歯科診療所、公務員等 |
| 千葉県医療技術大学校（専修学校専門課程）               | 1、2、3年 | 専門士（保健学科、助産学科を除く） | 学生     | 病院等                             |
| 長野県福祉大学校（専修学校専門課程）                   | 1、2年    | 専門士（介護福祉学科を除く）       | 学生     | 保育所、介護施設等                 |
| 熊本県立保育大学校（専修学校専門課程）                 | 2年       | 専門士                             | 学生     | 保育所等                           |
| 群馬県立保育大学校（各種学校）                         | 2年       | ×                                  | 学生     | 保育所等                           |
| 佐賀県立有田窯業大学校（専修学校専門課程）             | 2年       | 専門士                             | 学生     | 陶磁器産業の技術者・後継者等       |

#### 短大卒相当を対象
| 大学校名                         | 修業年限   | 称号 | 学生身分 | 入学条件                 | 卒業後                       |
| -------------------------------- | ---------- | ---- | -------- | ------------------------ | ---------------------------- |
| 道府県農業大学校（研究部門）     | 1年又は2年 | ×    | 学生     | 養成部門卒業者、短大卒等 | 農業経営、農業法人等         |
| 佐賀県立有田窯業大学校（研究科） | 1年        | ×    | 学生     | 専門課程卒業者等         | 陶磁器産業の技術者・後継者等 |

## 大学校一覧
上記のほかに、都道府県、職業訓練法人、学校法人、民間企業、政党等が設置する多くの大学校が存在する。これらについては大学校一覧を参照されたい。